# Fra Angelico
Fra Angelico (zvan i Beato Angelico, pravog imena Guido di Pietro, redovničko ime fra Giovanni da Fiesole), (Vicchio, između 1395. i 1400. – Rim, 18. veljače 1455.), talijanski ranorenesansni slikar.

## Životopis i djela
Stupio je 1407. g. u samostan u Fiesoleu; boravio u Cortoni i Firenci, gdje je za samostan sv. Marka izradio oltarnu sliku s prikazom Krunidbe Blažene Djevice Marije te kompozicije s prizorima iz života sv. Kuzme i sv. Damjana, a prostorije i ćelije uresio ciklusom od 43 freske. 
Obrađivao je isključivo sakralne teme u duhu kasne gotike, idealističkog i skolastičkog shvaćanja tog doba, a slikao ih uvećane na način minijatura u iluminiranim rukopisima. Jednostavne kompozicije slika svijetlim i prozračnim bojama, ponajviše ružičastom i modrom te obilatim pozlatama. Biblijski i prizori iz života svetaca puni su religioznog zanosa i misticizma.
U Vatikanu je oslikao ciklus fresaka iz života sv. Stjepana i sv. Lovre. Kapelu katedrale u Orvietu oslikao je freskama Krist u slavi i Zbor proroka. 
Na kasnijim freskama jače je naglašen prostorno-iluzionistički izraz uporabom perspektiva i produbljivanjem krajolika.

### Galerija odabranih djela
- Krunidbe Blažene Djevice Marije,  oko 1437. – 1446., samostan sv. Marka, Firenca.
- Imenovanje sv. Ivana Krstitelja, 1434. – 1435., samostan sv. Marka, Firenca.
- Kristovo krštenje, oko 1437. – 1446., samostan sv. Marka, Firenca.
- Izdaja Krista, oko 1437. – 1446., samostan sv. Marka, Firenca.
- Razapinjanje Krista, oko 1437. – 1446., samostan sv. Marka, Firenca.
- Raspelo, oko 1437. – 1446., samostan sv. Marka, Firenca.
- Skidanje s križa, oko 1437. – 1446., samostan sv. Marka, Firenca.
- Noli me tangere, oko 1437. – 1446., samostan sv. Marka, Firenca.
- Rođenje Krista, 193 x 164, 5 cm, samostan sv. Marka, Firenca.
- U suradnji s Filippo Lippijem, Poklonstvo kraljeva, 1445., ulje na dasci promjera 137,2 cm, Washington.
- Navještenje, oko 1450., tempera na platnu, 38,5 × 37 cm, Muzej sv. Marka, Firenca.
- Bijeg u Egipat iz 1450., tempera na platnu, 38,5 × 37 cm, Muzej sv. Marka, Firenca.

## Vanjske poveznice
- Fra Angelico - slikar rane renesanse.
- Fra Angelico u "Povijesti umjetnosti".  Arhivirana inačica izvorne stranice od 25. veljače 2012. (Wayback Machine)
- Fondacija Beato Angelico.  Arhivirana inačica izvorne stranice od 5. rujna 2007. (Wayback Machine)
- Fra Angelico iz Fiesolea.
- Fra Angelico izložba u Metropolitan muzeju (26. kolovoza 2005. – 29. siječnja 2006.).
- "Soul Eyes"  Arhivirana inačica izvorne stranice od 3. prosinca 2008. (Wayback Machine) Recenzija izložbe Fra Angelica u Metropolitanu (Arthur C. Danto), 19. siječnja 2006.